# Вільямсбург (Пенсільванія)
Вільямсбург (англ. Williamsburg) — місто (англ. borough) в США, в окрузі Блер штату Пенсільванія. Населення — 1233 особи (2020).

## Географія
Вільямсбург розташований за координатами 40°27′45″ пн. ш. 78°12′15″ зх. д. / 40.46250° пн. ш. 78.20417° зх. д. (40.462515, -78.204174).  За даними Бюро перепису населення США в 2010 році місто мало площу 0,95 км², уся площа — суходіл.

## Демографія
Згідно з переписом 2010 року, у селищі мешкали 1254 особи в 535 домогосподарствах у складі 324 родин. Густота населення становила 1324 особи/км².  Було 578 помешкань (610/км²).
Расовий склад населення:
| - 98,4 % — білих - 0,6 % — чорних або афроамериканців - 0,2 % — азіатів - 0,1 % — корінних американців |

До двох чи більше рас належало 0,8 %. Частка іспаномовних становила 1,0 % від усіх жителів.
За віковим діапазоном населення розподілялося таким чином: 23,6 % — особи молодші 18 років, 59,5 % — особи у віці 18—64 років, 16,9 % — особи у віці 65 років та старші. Медіана віку мешканця становила 39,4 року. На 100 осіб жіночої статі у селищі припадало 87,7 чоловіків;  на 100 жінок у віці від 18 років та старших — 82,8 чоловіків також старших 18 років.
Середній дохід на одне домашнє господарство  становив 44 594 долари США (медіана — 40 667), а середній дохід на одну сім'ю — 53 645 доларів (медіана — 50 972). Медіана доходів становила 33 333 долари для чоловіків та 34 803 долари для жінок. За межею бідності перебувало 21,6 % осіб, у тому числі 34,9 % дітей у віці до 18 років та 9,8 % осіб у віці 65 років та старших.
Цивільне працевлаштоване населення становило 520 осіб. Основні галузі зайнятості: освіта, охорона здоров'я та соціальна допомога — 26,0 %, виробництво — 24,0 %, роздрібна торгівля — 14,4 %, транспорт — 7,3 %.